# Salvatore Cherubino
Salvatore Cherubino   (Nàpols, 3 de juny de 1885 - Pisa, 2 d'agost de 1970) va ser un matemàtic italià.

## Vida i Obra
Cherubino va acabar el estudis secundaris el 1903 i es va posar a treballar com empleat del Ministeri de Correus i Telègrafs. El 1905, va aconseguir matricular-se a la universitat de Nàpols en la qual es va doctorar en matemàtiques el 1909. Els anys següents va ser professor de secundària a Siena i a Pàdua, localitats en les quals també va ser professor associat a la universitat. El 1914, amb la Primera Guerra Mundial, va ser mobilitzat com telegrafista militar.
En ser llicenciat torna a la docència a diferents institucions docents superiors de Nàpols, fins que el 1933 guanya la càtedra de geometria a la universitat de Messina. Dos anys després va passar a la mateixa posició de la universitat de Pisa, on va tenir com a deixeble Guido Stampacchia. Es va jubilar el 1955.
Després de la seva jubilació, encara va publicar Calcolo delle matrici (1957).
Els seus treballs van ser principalment en àlgebra; tenint especial importància els seus treballs sobre grups de Sylow i sobre les varietats abelianes reals.